# Ірина Туркевич-Мартинець
Ірина Турке́вич-Мартине́ць (рідше Іре́на, 25 грудня 1899, Броди, Австро-Угорщина — 5 липня 1983, Вінніпег, Канада) — українська оперна співачка. Була примадонною Міського (Великого) театру в Львові (у 40 роках ХХ ст. — Львівського театру опери та балету, нині — Львівського національного академічного театру опери та балету імені Соломії Крушельницької), а також провідною співачкою (ліричне сопрано) багатьох оперних театрів Європи; давала концерти та виступала на радіо в Парижі, Відні, Берліні, Празі та інших європейських містах.

## Життєпис
Ірина Туркевич народилася 25 грудня 1899 року в Бродах (нині — Львівської області в Україні) у священницькій сім'ї. Вона була третьою дитиною в родині священника, хорового диригента, катехита й музичного критика о. Івана Емануїла Туркевича (1872—1936). Мати — Софія з Кормошів, старша сестра — Стефанія Лісовська-Лукіянович. Молодший брат — Лев Туркевич, дід — о. Лев Туркевич.

### Раннє життя

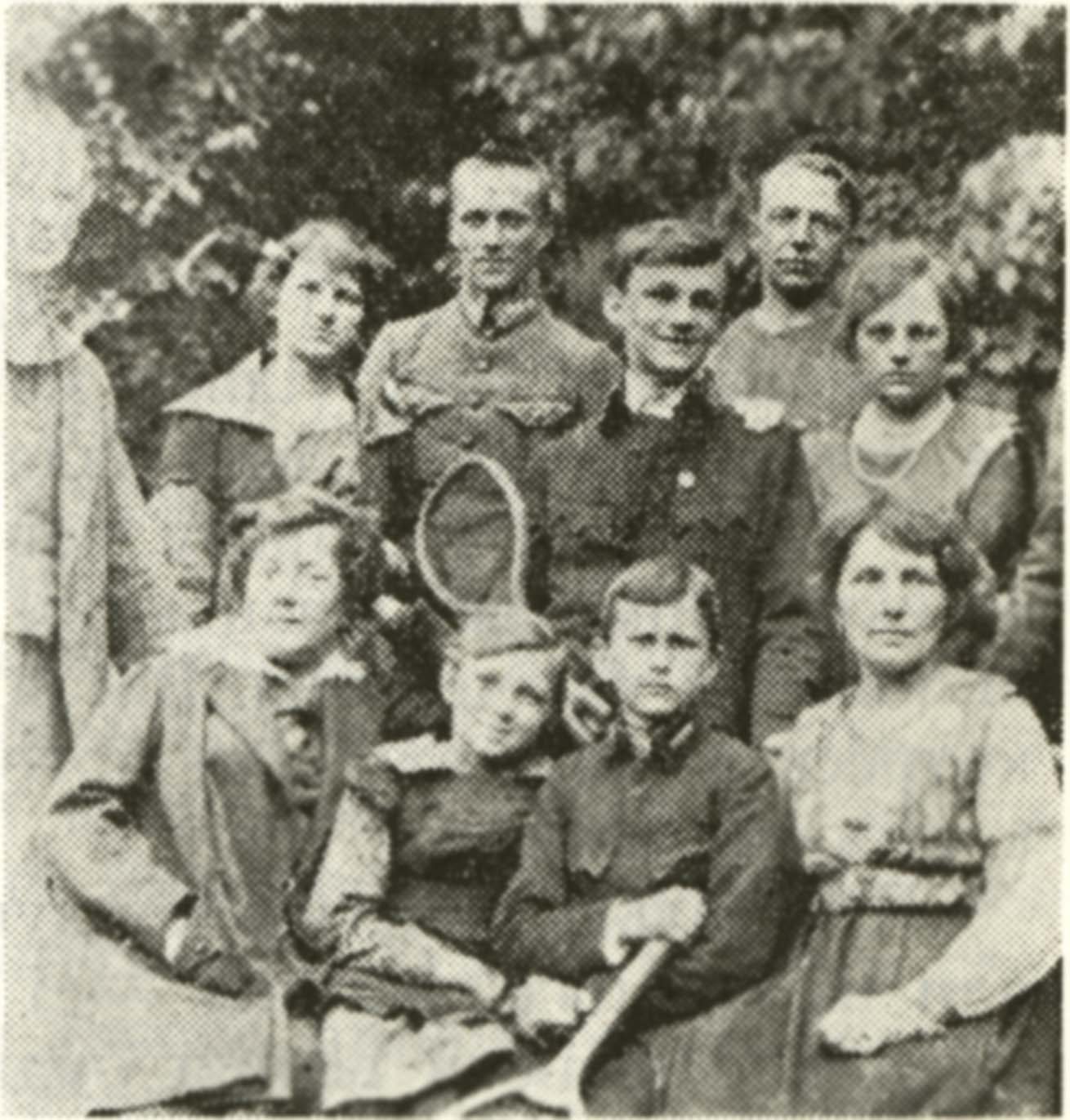
Середній рядок (зліва направо): Ірена, брат Лев, і сестра Стефанія, близько 1915

Євген Ляхович, Євген Коновалець, Володимир Мартинець, Микола Сціборський, Ірина Мартинець. Женева, 1933 рік.

Коли Ірені було шість років, її батька призначили катехитом учительської семінарії в Заліщиках. Йому надавши окремий будинок, розташований біля ріки Дністер, який став центром музичного життя міста, часто за участю його дружини Софії, музично обдарованої піаністки, та його дітей. Ірена отримала свої перші уроки музики від матері, пізніше в їхньому будинку з'явився професійний учитель музики. З молодого віку вона проявила музичні та мистецькі здібності, брала участь у концертах до ювілеїв Тараса Шевченка.
У 1911 році її батька призначили катехистом Другої української гімназії у Львові, і сім'я переїхала туди на постійне проживання. Ірену зарахували в гімназію сестер Василіянок, де, крім навчання, вона займалася грою на фортепіано. Її вчителем теорії музики був Станіслав Людкевич.
Перед початком Першої світової війни сім'я виїхала до Відня, де перебувала до 1916 року. В церкві святої Варвари батько Ірени керував хором, який на той час був одним із найбільших та найкращих українських церковних хорів в Європі.
Після повернення до Львова продовжувала навчання в школі сестер Василіянок.

### Навчання
Ірина була студенткою правничого факультету Львівського університету, Вищого музичного інституту ім. М. Лисенка під керівництвом професорів Флем-Пломенського та Заремби і драматичної школи у професорів Козловського і Богдана Володимировича Крижанівського. Концертну діяльність розпочала у 1923 р. як солістка львівського хору «Бандурист».
На оперній сцені Ірена вперше виступила в партії Маженки в «Проданій нареченій» Берджіха Сметани. Цю оперу поставив Йосип Дмитрович Стадник у театрі «Театр Української Бесіди» із нагоди 100-річчя від дня народження композитора. 21 червня 1929 року на сцені Львівського театру опери та балету було поставлено оперу «Фіделіо» Людвіга ван Бетховена, в якій виступили студенти старших курсів Львівської консерваторії під керівництвом їх учителя Адама Солтиса. Серед цих виконавців була й Ірена. В огляді в газеті «Діло» за 22 червня 1929 року вона була згадана з похвалою.
Вона також виказувала талант драматичної акторки. Письменник Зіновій Книш пише в своїх спогадах про музичне життя Львова і що в 1929 році Ірена організувала театральний гурток в будинку її батька, і ставила спектаклі «Гріх» Володимира Винниченка, і «Огні Іванової ночі» Германа Зудермана.
Навесні 1930 року відбувся перший сольний концерт, у якому Ірена виконувала арії Горислави з опери «Руслан і Людмила», Чіо-Сіо-сан із опери «Мадам Баттерфляй» і кілька романсів та українських народних пісень.
У тому ж році Ірина поїхала до Берліна (там тоді жила її сестра Стефанія) і три роки навчалася в Берлінський університет мистецтв із професором Вайсенборном, який працював зі студентами — такими, як наприклад, Дітріх Фішер-Дієскау. Вона вивчила голосоведення в Берлінській державній опері й закінчила драматичне навчання на «Hochschule für Musik».
У 1933 році переїхала до Праги, де її сестра Стефанія викладала фортепіано та була акомпаніаторкою у Празькій консерваторії. Ірена брала уроки вокалу в професорів Празької консерваторії та співала в Празькій опері.

### Кар'єра
Ірина вийшла заміж за політика Володимира Мартинця і переїжджала з ним у міста його праці. Таким чином, вона виступала по всій Європі. Їхнє кочівне життя тривало 12 років.
У грудні 1934 р. у Володимира та Ірини в Парижі, де вони жили з жовтня 1934 р., народився син.
Влітку 1942 року Ірина повернулася до Львова разом із чоловіком. Тут її запросили на посаду солістки Львівського театру опери та балету. Із 1942 до 1944 р. вона співала такі партії:
| Опера                | Композитор               | Роль      |
| -------------------- | ------------------------ | --------- |
| Запорожець за Дунаєм | Семен Гулак-Артемовський | Оксана    |
| Катерина             | Микола Аркас             | Мама      |
| Галька               | Станіслав Монюшко        | Галька    |
| Фауст                | Гуно                     | Маргарита |
| Кармен               | Жорж Бізе                | Мікаела   |
| Травіата             | Джузеппе Верді           | Віолетта  |
| Манон                | Жуль Массне              | Манон     |
| Тоска                | Джакомо Пуччіні          | Тоска     |
| Пікова дама          | Петро Чайковський        | Ліза      |

Влітку 1943 року разом із колоратурним сопрано Ніною Шевченко й баритоном Михайлом Ольховим здійснила концертний тур по містах і селах Галичини. Її голос часто звучав на Львівському радіо.
Її чоловік, політик, усвідомлював мінливий ландшафт, який принесла війна та події після неї. Навесні 1944 року пані Ірена Мартинець та група артистів львівської опери вирушили на Захід до Німеччини — за тиждень до приходу окупаційної Радянської армії в Україну.
Пані Мартинець була лідеркою оперних ансамблів «Дума» в Карлсбаді (Баден) та «Орлік» у Берхтесгадені (Німеччина).
28 січня 1946 року Ірена Мартинець стала частиною організації під назвою «Асоціація українських художників сцени», створений у таборі для переміщених осіб, розташований поблизу Ауґсбурґу.

### Канада
У 1949 році Ірина Мартинець емігрувала до Канади й оселилася у Вінніпезі. Чоловік обійняв посаду редактора газети «Новий шлях», а вона стала членкинею театру «Ренесанс», виступала з концертами.
У 1960 році стала мистецьким керівником Українського дитячого театру у Вінніпезі при Українському народному домі. Театр був створений за ініціативою тодішньої голови Центрального Комітету Українок Канади Наталії Леонтович-Башук на основі учнів «Рідної Школи». У репертуарі театру була опера «Серце Оксани» її сестра Стефанії Туркевич-Лукіянович. Ірена дуже активно співпрацювала з дитячою оперою у в Канадсько-українському інституті «Просвіта» на Притчард-авеню та Арлінгтон-стріт в північній окрузі міста Вінніпег. Її музична трупа проводила репетиції у приміщенні Української національної асоціації будинків на вулицях МакГрегор та Берроуз-авеню. Сама її присутність привабила талановиту групу музикантів, хореографів, а також костюмерів та робітників сцени. Вона стала ядром ансамблю обдарованих дітей, яких вона почала навчати. Діти зверталися до неї пані Мартинець.
У 1964 році вони виконували «Козу-Дерезу» Миколи Лисенка.
У 1965 році трупа поставила «Зимову кралю» Лисенка. Як «Коза-Дереза», так і «Зимова краля» були поставлені в театрі «Pantages Playhouse» у Вінніпезі.
У 1967 році її музична трупа виїхала з Вінніпегу на потягу до Монреаля для виконання «Кози-Дерези» на міжнародній універсальній виставці (Експо-67) до сторіччя Канади. З Монреаля виконавці запрошені в Оттаву для концерту на біс.
Померла 5 липня 1983 року у Вінніпезі.

## Спадок
Конґрес Українців Канади 7 жовтня 1977 року в Вінніпезі представив Ірину Туркевич-Мартинець на Шевченківську медаль.
Багато молодих людей з її компанії несли її дух впродовж свого професійного зростання. Ірена Вельгаш (Баерг), яка грала рака в «Козі Дерезі», зробила кар'єру в опері у Північній Америці. Славко Михайлюк (Мітчелл), який зіграв кролика, писав популярну музику, а також музику для телебачення і театру. Мирослав (Славко) Климків, який грав ведмедя, став керівником програмної сітки для CBC. Інші учасники її музичної групи стали координаторами та адміністраторами в культурних установах Канади.